# Zzebra
Zzebra fue una banda de jazz rock, world music y "afro prog" activa durante la segunda mitad de la década de 1970.
La banda se formó cuando, tras la disolución de If, Terry Smith y Dave Quincy se unieron a Lasisi "Loughty" Amao, de Osibisa, Gus Yeadon (August Eadon) ex-Love Affair (sustituido por Tommy Eyre), Liam Genockey y John McCoy.
Lanzaron su primer álbum, Zzebra, en 1974.
Smith se fue del grupo antes de completar la grabación del segundo álbum, Panic (1976) y fue sustituido por Steve Byrd. Jeff Beck contribuye al disco con un solo en la canción "Put a Light on Me".
Genockey, McCoy y Byrd se marcharon en 1978 para unirse a la nueva banda de Ian Gillan.

## Discografía
- 1974 - Zzebra
- 1975 - Panic
- 1975 - Take It or Leave It
- 1975 - Lost World